# Neago Fluctūs
I Neago Fluctūs sono una struttura geologica della superficie di Venere.